# Bdelyrus cochabambae
Bdelyrus cochabambae är en skalbaggsart som beskrevs av Cook 2000. Bdelyrus cochabambae ingår i släktet Bdelyrus och familjen bladhorningar. Inga underarter finns listade.